# Saint-Denis-du-Maine
Saint-Denis-du-Maine ist eine französische Gemeinde mit 456 Einwohnern (Stand: 1. Januar 2022) im Département Mayenne in der Region Pays de la Loire in Frankreich. Einwohner der Gemeinde werden Dionysiens genannt. Die Gemeinde gehört zum Arrondissement Château-Gontier (bis 2017: Arrondissement Laval) und zum Kanton Meslay-du-Maine.

## Geographie
Saint-Denis-du-Maine liegt etwa 23 Kilometer ostsüdöstlich von Laval am Flüsschen Buru. An der östlichen Gemeindegrenze verläuft die Vaige, in die der Buru später einmündet. Umgeben wird Saint-Denis-du-Maine von den Nachbargemeinden La Bazouge-de-Chemeré im Norden und Osten, La Cropte im Südosten und Süden, Meslay-du-Maine im Süden und Südwesten, Arquenay im Westen sowie Bazougers im Nordwesten.

## Einwohnerentwicklung
| Jahr                       | 1962 | 1968 | 1975 | 1982 | 1990 | 1999 | 2006 | 2019 |
| Einwohner                  | 304  | 292  | 230  | 240  | 246  | 307  | 421  | 429  |
| Quellen: Cassini und INSEE |      |      |      |      |      |      |      |      |

## Sehenswürdigkeiten
- Kirche Saint-Denis
- Herrenhaus Le Vauberger aus dem 15. Jahrhundert

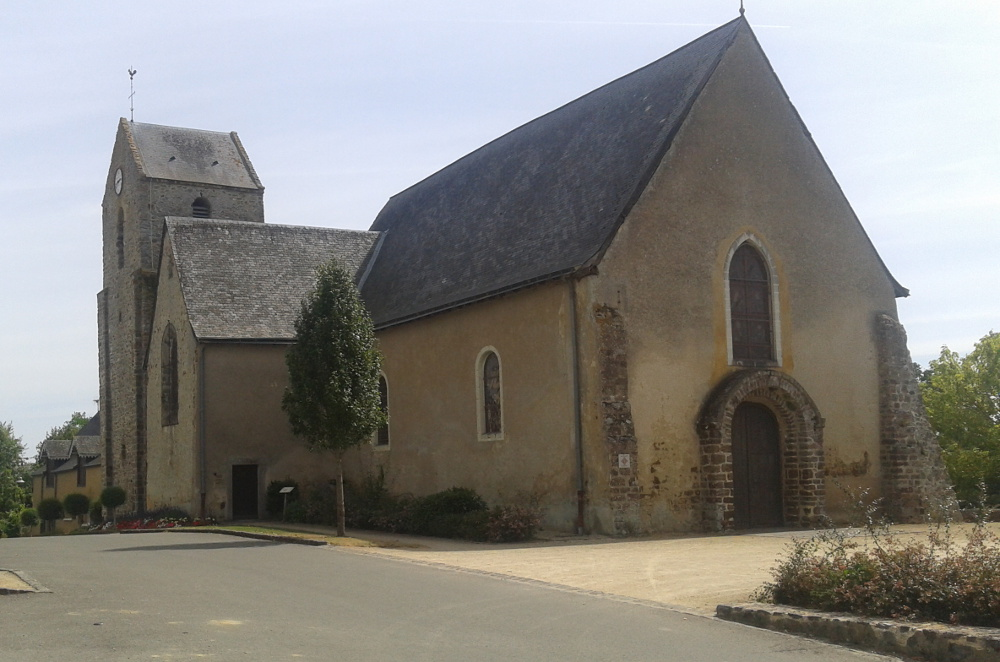
Kirche Saint-Denis

- Herrenhaus Aubigné